# Johny Goedert
Pour les articles homonymes, voir Goedert.
Johny Goedert (né le 17 juin 1929 à Tétange, au Luxembourg et mort le 17 juin 2013 à Mondorf-les-Bains) est un coureur cycliste luxembourgeois, professionnel de 1952 à 1958.

## Palmarès sur route

### Par année
- 1945
  - 2e du championnat du Luxembourg sur route cadets
- 1946
  -  Champion du Luxembourg sur route cadets
- 1949
  - 3e du championnat du Luxembourg sur route amateurs
- 1950
  - 3e du Grand Prix François-Faber
- 1951
  - 2e de Luxembourg-Nancy
- 1952
  -  Champion du Luxembourg sur route

### Résultats sur les grands tours

#### Tour de France
1 participation
- 1952 : 57e

## Palmarès en cyclo-cross
- 1953
  -  Champion du Luxembourg de cyclo-cross
  - 9e du championnat du monde de cyclo-cross
- 1954
  - 2e du championnat du Luxembourg de cyclo-cross
- 1956
  - 2e du championnat du Luxembourg de cyclo-cross
  - 10e du championnat du monde de cyclo-cross